# Willi Gantschnigg
Willi Gantschnigg (* 1. Januar 1920; † 2. Dezember 1977) war ein österreichischer Skispringer. Die beiden Übungsschanzen in St. Johann in Tirol wurden nach ihm Willi-Gantschnigg-Schanzen genannt. Außerdem war er Folk-Musiker und Mitglied der Schuhplattler-Gruppe Edelraute.

## Weltrekord
Am 28. Februar 1950 sprang er mit 124 m einen neuen Weltrekord auf der Heini-Klopfer-Skiflugschanze in Oberstdorf. Zwei Tage später stellte er seine Bestweite bereits wieder ein, stürzte aber schwer bei der Weite von 130 Metern und brach sich das Bein. Wegen des Sturzes wurde der Weltrekord jedoch nicht anerkannt.

## Privates
Willi Gantschnigg war verheiratet mit Johanna Gantschnigg und hatte zwei Söhne, Peter und Fritz. Sein erster Sohn Fritz wurde 1946Sein zweiter Sohn Peter am Tag nach seinem Weltrekord.
Von Beruf war Gantschnigg Maurer.
Beide Söhne verunglückten tödlich. Fritz bei einem Flugzeugunglück auf Teneriffa am 27. März 1977, ein dreiviertel Jahr vor seinem Vater. Peter  wurde am 27. Oktober 1997 am Flugplatz in St. Johann von einem Propeller tödlich verletzt.